# Campionati europei di nuoto 2012 - 200 metri rana maschili
La gara dei 200 metri rana maschili degli Europei 2012 si è svolta il 23 e il 24 maggio 2012 e vi hanno partecipato 39 atleti. Le batterie e le semifinali si sono svolte il 23 e la finale nel pomeriggio del giorno successivo.

## Podio
| Pos.    | Atleta               | Nazione  |
| ------- | -------------------- | -------- |
| Oro     | Dániel Gyurta        | Ungheria |
| Argento | Marco Koch           | Germania |
| Bronzo  | Panagiōtīs Samilidīs | Grecia   |

## Record
Prima della manifestazione il record del mondo (RM), il record europeo (EU) e il record dei campionati (RC) erano i seguenti.
| Record mondiale       | 2'07"31 | Christian Sprenger | 30 luglio 2009 Roma     |
| Record europeo        | 2'07"64 | Dániel Gyurta      | 31 luglio 2009 Pechino  |
| Record dei campionati | 2'08"95 | Dániel Gyurta      | 12 agosto 2010 Budapest |

Durante la competizione è stato migliorato il seguente record:
| Data      | Evento | Atleta        | Nazione  | Tempo   | Record                |
| --------- | ------ | ------------- | -------- | ------- | --------------------- |
| 24 maggio | Finale | Dániel Gyurta | Ungheria | 2'08"60 | Record dei campionati |

## Risultati

### Batterie
| Pos. | Atleta                 | Nazionalità   | Tempo   | Batteria | Corsia | Note |
| ---- | ---------------------- | ------------- | ------- | -------- | ------ | ---- |
| 1    | Panagiōtīs Samilidīs   | Grecia        | 2'10"61 | 5        | 6      | Q    |
| 2    | Dániel Gyurta          | Ungheria      | 2'11"54 | 5        | 4      | Q    |
| 3    | Marco Koch             | Germania      | 2'12"48 | 4        | 3      | Q    |
| 4    | Igor Borysik           | Ucraina       | 2'12"60 | 5        | 3      | Q    |
| 5    | Ákos Molnár            | Ungheria      | 2'12"71 | 4        | 5      | Q    |
| 6    | Flavio Bizzarri        | Italia        | 2'13"00 | 3        | 6      | Q    |
| 6    | Michael Jamieson       | Gran Bretagna | 2'13"00 | 5        | 5      | Q    |
| 8    | Matti Mattsson         | Finlandia     | 2'13"26 | 4        | 2      | Q    |
| 9    | Laurent Carnol         | Lussemburgo   | 2'13"36 | 3        | 4      | Q    |
| 10   | Christian Vom Lehn     | Germania      | 2'13"42 | 4        | 4      | Q    |
| 11   | Sławomir Kuczko        | Polonia       | 2'13"86 | 4        | 1      | Q    |
| 12   | Anton Lobanov          | Russia        | 2'13"87 | 3        | 5      | Q    |
| 13   | Tomáš Klobučník        | Slovacchia    | 2'14"06 | 2        | 3      | Q    |
| 14   | Yannick Käser          | Svizzera      | 2'14"11 | 3        | 2      | Q    |
| 15   | Oleg Kostin            | Russia        | 2'14"13 | 5        | 7      | Q    |
| 16   | Oleksiy Rozhkov        | Ucraina       | 2'14"37 | 4        | 7      | Q    |
| 17   | Maxym Shemberyev       | Ucraina       | 2'14"38 | 4        | 6      |      |
| 18   | Jonas Coreelman        | Belgio        | 2'14"52 | 5        | 1      |      |
| 19   | Hunor Mate             | Austria       | 2'14"79 | 3        | 7      |      |
| 20   | Hugues Duboscq         | Francia       | 2'15"02 | 3        | 3      |      |
| 21   | Martin Liivamägi       | Estonia       | 2'15"21 | 1        | 5      |      |
| 22   | Carlos Esteves Almeida | Portogallo    | 2'15"64 | 2        | 5      |      |
| 23   | Imri Ganiel            | Israele       | 2'15"76 | 2        | 2      |      |
| 24   | Irakli Bolkvadze       | Georgia       | 2'16"35 | 2        | 1      |      |
| 25   | Jowan Qupty            | Israele       | 2'16"72 | 2        | 6      |      |
| 25   | Maxim Podoprigora      | Austria       | 2'16"72 | 3        | 1      |      |
| 27   | Danila Artiomov        | Moldavia      | 2'17"77 | 3        | 8      |      |
| 28   | Mattia Pesce           | Italia        | 2'17"80 | 4        | 8      |      |
| 29   | Vadim Romanov          | Estonia       | 2'18"40 | 1        | 2      |      |
| 30   | Eetu Karvonen          | Finlandia     | 2'19"39 | 2        | 4      |      |
| 31   | Sverre Næss            | Norvegia      | 2'20"02 | 1        | 4      |      |
| 32   | Robert Vovk            | Slovenia      | 2'20"25 | 1        | 3      |      |
| 33   | Rok Resman             | Slovenia      | 2'20"63 | 2        | 8      |      |
| 34   | Lachezar Shumkov       | Bulgaria      | 2'21"51 | 1        | 7      |      |
| 35   | Marius Mikalauskas     | Lituania      | 2'21"61 | 1        | 6      |      |
| 36   | Tal Hanani             | Israele       | 2'23"73 | 1        | 1      |      |
| -    | Valeriy Dymo           | Ucraina       | -       | 5        | 2      | DSQ  |
| -    | Jakob Jóhann Sveinsson | Islanda       | -       | 5        | 8      | DSQ  |
| -    | Aleksander Hetland     | Norvegia      | -       | 1        | 8      | DNF  |
| -    | Gal Nevo               | Israele       | -       | 2        | 7      | DNS  |

### Semifinali
| Pos. | Atleta               | Nazionalità   | Tempo   | Batteria | Corsia | Note |
| ---- | -------------------- | ------------- | ------- | -------- | ------ | ---- |
| 1    | Dániel Gyurta        | Ungheria      | 2'10"06 | 1        | 4      | Q    |
| 2    | Marco Koch           | Germania      | 2'10"92 | 2        | 5      | Q    |
| 3    | Panagiōtīs Samilidīs | Grecia        | 2'11"53 | 2        | 4      | Q    |
| 4    | Igor Borysik         | Ucraina       | 2'11"91 | 1        | 5      | Q    |
| 5    | Flavio Bizzarri      | Italia        | 2'12"03 | 1        | 3      | Q    |
| 6    | Yannick Käser        | Svizzera      | 2'12"09 | 1        | 1      | Q    |
| 7    | Christian Vom Lehn   | Germania      | 2'12"16 | 1        | 2      | Q    |
| 8    | Ákos Molnár          | Ungheria      | 2'12"23 | 2        | 3      | Q    |
| 9    | Laurent Carnol       | Lussemburgo   | 2'12"29 | 2        | 2      |      |
| 10   | Oleg Kostin          | Russia        | 2'12"39 | 2        | 8      |      |
| 11   | Anton Lobanov        | Russia        | 2'12"54 | 1        | 7      |      |
| 12   | Michael Jamieson     | Gran Bretagna | 2'12"58 | 2        | 6      |      |
| 13   | Tomáš Klobučník      | Slovacchia    | 2'13"10 | 2        | 1      |      |
| 14   | Sławomir Kuczko      | Polonia       | 2'13"14 | 2        | 7      |      |
| 15   | Matti Mattsson       | Finlandia     | 2'13"49 | 1        | 6      |      |
| 16   | Oleksiy Rozhkov      | Ucraina       | 2'13"91 | 1        | 8      |      |

### Finale
| Pos.    | Atleta               | Nazionalità | Tempo   | Corsia | Note                  |
| ------- | -------------------- | ----------- | ------- | ------ | --------------------- |
| Oro     | Dániel Gyurta        | Ungheria    | 2'08"60 | 4      | Record dei campionati |
| Argento | Marco Koch           | Germania    | 2'09"26 | 5      |                       |
| Bronzo  | Panagiōtīs Samilidīs | Grecia      | 2'09"72 | 3      |                       |
| 4       | Christian Vom Lehn   | Germania    | 2'10"61 | 1      |                       |
| 5       | Flavio Bizzarri      | Italia      | 2'12"47 | 2      |                       |
| 6       | Igor Borysik         | Ucraina     | 2'12"51 | 6      |                       |
| 7       | Yannick Käser        | Svizzera    | 2'13"23 | 7      |                       |
| 8       | Ákos Molnár          | Ungheria    | 2'13"33 | 8      |                       |